# Ivan Hrozný (film)
Ivan Hrozný (rusky Царь) je ruské historické filmové drama z roku 2009, které režíroval Pavel Lungin. Napsal i scénář spolu s Alexejem Ivanovem a byl jedním z producentů.
Film ukazuje postavu ruského cara Ivana Hrozného jako člověka, který se bojí o své spasení, nikomu nevěří a ve strachu z Božího soudu si pozve dávného přítele Filipa (mnicha). Kontrast mezi těmito dvěma postavami ukazuje, jaký je rozdíl mezi pravou zbožností a devotností.
Film byl promítán na Filmovém festivalu v Cannes.